# Anna Katharina Schmid
Anna Katharina Schmid (ur. 2 grudnia 1989) – szwajcarska lekkoatletka specjalizująca się w skoku o tyczce.
W 2007 roku zdobyła brązowy medal mistrzostw Europy juniorów - uzyskała wówczas wynik 4,25. Uczestniczka mistrzostw świata w Osace (2007) - swój udział w imprezie zakończyła na eliminacjach. Jako jedyna z 12 finalistek konkursu skoku o tyczce kobiet podczas mistrzostw Europy (Barcelona 2010) nie zaliczyła żadnej wysokości i nie została sklasyfikowana. Odpadła w eliminacjach na mistrzostwach świata (Daegu 2011). Wielokrotna mistrzyni i rekordzistka kraju.

## Rekordy życiowe
- skok o tyczce (stadion) – 4,45 (2011)
- skok o tyczce (hala) – 4,42 (2012)